# 水金地火木土天冥海
水金地火木土天冥海（すいきんちかもくどてんめいかい, Sui Kin Chi Ka Moku Do Ten Mei Kai）は、東京都渋谷区原宿に店舗を構える日本のセレクトショップである。一般的には水金（すいきん,Suikin）として親しまれている。
独自ブランドの浴衣や着物を扱うほか、小物類も取り扱っている。

## 名称
- ショップ名は、太陽系の惑星の配置を覚える際の符丁にちなんでいる。本来、太陽系の惑星の配置を覚える際の符丁は、水金地火木土天海冥であるが、冥王星が海王星より近かった時期（250年ほどの間に20年程度）にだけ、海と冥とを入れ替えた「水金地火木土天冥海」でも正しかった。[1]　一方、1985年の資生堂のCM（化粧品業界の歴史 1984年 - 1988年）でも「水金地火木土天冥海」と言っており、この言い方は普通だったといえる。